# Советскорунный сельсовет
Советскору́нный сельсове́т — упразднённое сельское поселение в составе Ипатовского района Ставропольского края Российской Федерации.
Административный центр — посёлок Советское Руно.

## География
Находится в юго-восточной части Ипатовского района. Общая площадь территории поселения составляла 398,7 км². Расстояние от административного центра муниципального образования до районного центра — 30 км, до краевого центра — 160 км.

## История
С 1 мая 2017 года, в соответствии с Законом Ставропольского края от 29 апреля 2016 года № 48-кз, все муниципальные образования Ипатовского муниципального района (городское поселение город Ипатово, сельские поселения село Большая Джалга, Большевистский сельсовет, село Бурукшун, Винодельненский сельсовет, Добровольно-Васильевский сельсовет, Золотарёвский сельсовет, Кевсалинский сельсовет, Красочный сельсовет, Леснодачненский сельсовет, Лиманский сельсовет, Мало-Барханчакский сельсовет, Октябрьский сельсовет, Первомайский сельсовет, Советскорунный сельсовет и Тахтинский сельсовет) были преобразованы, путём их объединения, в Ипатовский городской округ.

## Население
| 1989  | 2002  | 2010  | 2011  | 2012  | 2013  |
| ----- | ----- | ----- | ----- | ----- | ----- |
| 2504  | ↗2536 | ↘2262 | ↘2253 | ↘2221 | ↘2177 |
| 2014  | 2015  | 2016  | 2017  |       |       |
| ↘2124 | ↘2078 | ↘2056 | ↘2048 |       |       |

### Национальный состав
По итогам переписи населения 2010 года проживали следующие национальности (национальности менее 1 %, см. в сноске к строке «Другие»):
| Национальность | Численность | Процент |
| -------------- | ----------- | ------- |
| Русские        | 2032        | 89,83   |
| Туркмены       | 132         | 5,84    |
| Другие         | 98          | 4,33    |
| Итого          | 2262        | 100,00  |

## Состав сельского поселения
До упразднения Советскорунного сельсовета в состав его территории входили 4 населённых пункта:
| № | Населённый пункт | Тип населённого пункта          | Население |
| - | ---------------- | ------------------------------- | --------- |
| 1 | Двуречный        | посёлок                         | ↘133      |
| 2 | Донцово          | посёлок                         | →38       |
| 3 | Калаусский       | посёлок                         | →10       |
| 4 | Советское Руно   | посёлок, административный центр | ↘1790     |

## Местное самоуправление
- Совет депутатов сельского поселения Советскорунный сельсовет (состоял из 10 депутатов, избираемых на муниципальных выборах по одномандатным избирательным округам сроком на 5 лет)[19]
- Администрация сельского поселения Советскорунный сельсовет[19]

Главы администрации
- Наконечный Александр Васильевич, глава сельского поселения[20]

## Инфраструктура
- Советскорунное социально-культурное объединение
- Автомобильная дорога «Ипатово-Совруно»
- Сбербанк России, Филиал № 1856/01856

## Образование
- Детский сад № 15 «Ромашка»
- Средняя общеобразовательная школа № 7